# Metcatinona
La metcatinona, un derivado metilado de la catinona que produce efectos estimulantes del sistema nervioso central similares a las de las anfetaminas y está sujeta al abuso. La metcatinona posee efectos similares menores a los de la catinona y se ha sintetizado en laboratorios clandestinos en toda la región del medio oeste de Estados Unidos pero no se ha señalado su consumo muy amplio en dicho país. También se le conoce como efedrona.

## Nombres callejeros
Bathtub Speed, C, Cadillac Express, Cat, Crank, Gager, Gagger, Go Fast, Goob, Jee cocktail, Jeff, Khat, Mulk, Mulka, Qat, Quicksilver, Slick, Sniff, Superspeed, Somali Tea, Star, Stat, Tweak, Tweek, Tweeker, Wild Cat (con cocaína), Wonder Star.

## Usos
La metcatinona deriva de la catinona (la droga más potente en el khat) y se relaciona con la metanfetamina. Una patente de EE. UU. fue concedida para la metcatinona en 1957, pero debido a sus acciones adversas la droga nunca entró en producción comercial médica. A pesar de los muchos inconvenientes que tiene la metcatinona, algunos consumidores de drogas han encontrado atractivo varios aspectos del compuesto. Estos usuarios experimentan euforia acompañada de sentimientos fuertes y prolongados de placer sexual, junto con la capacidad de ingerir más alcohol de lo normal. Tales características pueden transformar una sustancia, que de otra manera es desagradable, en una droga para fiestas. Al parecer, estas características fueron descubiertos en la Unión Soviética, al menos fue allí donde la droga apareció por primera vez como un artículo popular, lo que representa tal vez una quinta parte de las drogas ilegales en ese territorio durante la década de 1980 y principios de 1990. En la década de 1990 el medicamento se afianzó en Michigan y se extendió en otras partes de América.

## Inconvenientes
En dosis altas del fármaco se presentan los efectos clásicos de las anfetaminas: pérdida de apetito, insomnio, alucinaciones, paranoia, ansiedad y deterioro de la capacidad para centrar la atención y de llevarse bien con la gente. Los usuarios han dicho que la metcatinona es más propensa a producir paranoia que con la metanfetamina. En experimentos con animales la metcatinona interfiere con la respiración, fomenta temblores y convulsiones epileptoides e impide el control de las extremidades. En los seres humanos una dosis puede incrementar la temperatura corporal, causar frecuencia cardíaca irregular, reducir excesivamente la presión arterial, provocar hemorragias nasales, producir manchas rojas y azules en las extremidades acompañadas de sudoración fría, promover tics y calambres junto con náuseas y dolores de cabeza, Se evidencian daños a los riñones e hígado, y puede causar quistes infectados en el rostro que pueden dejar cicatrices. Se ha manifestado insuficiencia cardíaca entre los usuarios actuales. El examen de antiguos abusadores de la sustancia revela daño cerebral que puede conducir a la enfermedad de Parkinson. Las autopsias revelan grandes daños a los vasos sanguíneos en todo el cuerpo, desde la piel hasta los órganos vitales.

## Factores de abuso
Cuando los efectos de una dosis se desvanecen, la elevación inicial del estado de ánimo debido a la droga se convierte en lo contrario y los abusadores que carecen de confianza en sí mismos pueden depender cada vez más de dosis adicionales de la sustancia para restaurar un estado de ánimo positivo en lugar de tratar de construir y confiar en los recursos internos. A medida que el nivel mental disminuye, los abusadores responder con un comportamiento compulsivo en vez de aumentar gradualmente su dosis. Se alternan entre el uso intensivo y el no uso. Pueden tomar la droga cada hora durante días a pesar de que los usuarios informan de que los efectos de una dosis puede durar casi una semana.
Un grupo de 19 usuarios compararon la metcatinona con otras drogas. Las personas describieron la estimulación de la metcatinona más como una sacudida física y la cocaína más como una sacudida mental. Ningún entumecimiento físico de la cocaína se observó con metcatinona. Este último fármaco fue descrito como más fuerte, más barato (por lo menos en la década de 1990) y que tiene una mejor duración que la cocaína. Las 19 personas hicieron mal uso de la metcatinona en formas que añadieron aún mayor confusión a sus vidas y dijeron que su necesidad de la droga era psicológico, no físico. Los usuarios en su mayoría dijeron que la droga había arruinado sus vidas. Solo 4 de las personas estaban empleadas cuando comenzaron a usar la sustancia. Las relaciones con la familia y amigos decayeron. Las personas empleadas entraron en conflictos con sus compañeros de trabajo o se mantuvieron alejados del ambiente laboral. Todos perdieron sus puestos de trabajo. Sin duda, la droga empeoró las cosas, pero los abusadores parecía estar luchando con sus tristes vidas antes de añadir la metcatinona a otras drogas de las que ya estaban abusando.

## Interacciones
Los usuarios afirman que el consumo de azúcar puede empeorar los efectos psicológicos indeseables de metcatinona.